# Piazza Nicola Amore
La Piazza Nicola Amore (populairement aussi connue sous le nom de e quatto palazze, c'est-à-dire les quatre palais) est une place de Naples située le long du Corso Umberto I, dans le centre historique, à l'intersection avec la via Duomo.
Dédiée à Nicola Amore, le maire qui a promu les travaux pour « éventrer Naples » (comme l'a dit le Premier ministre Agostino Depretis), la place est communément appelée en langue napolitaine « e quattro palazze » en raison des quatre bâtiments identiques qui le surplombent.
La place occupe une position centrale par rapport à la Piazza Giovanni Bovio et la Piazza Garibaldi, celles-ci étant placées aux extrémités du parcours.

## Histoire
La place est née avec le début des travaux du Risanamento, dans une zone où se dressait autrefois la place de la Sellaria, étroite et longue, sur laquelle se trouvaient la fontaine de la Sellaria et la fontaine du XVe siècle d'Atlas, œuvre de Giovanni da Nola.
Le toponyme original était piazza Agostino Depretis, tel qu'établi en 1891 par le commissaire royal Giuseppe Saredo, mais plus tard un échange de toponymes sera mis en place avec la via Nicola Amore (il a donc été établi en 1894 pour appeler l'actuelle via Depretis).
En 1896, le commissaire royal Ottavio Serena décida que la place devait accueillir la fontaine de Neptune, dont l'emplacement à l'époque était très incertain, mais des problèmes techniques empêchèrent sa réalisation.
Au centre de la place fut alors installée une statue représentant le maire sculptée par Francesco Jerace et inaugurée le 7 février 1904, date à partir de laquelle la place prend le nom qu'elle porte encore. La statue a cependant été déplacée sur la Piazza della Vittoria pour éliminer tout obstacle le long de la ligne droite qu'Hitler aurait parcourue le 5 mai 1938 à l'occasion de sa revue à la Marine Royale italienne dans le golfe de Naples. Dès lors, la statue ne revint plus sur la place, laissant à sa place d'abord à un carrefour giratoire anonyme puis un parterre de fleurs.
À la fin des années 1990, les chantiers de construction de la ligne 1 du métro se sont déplacés des collines vers la partie basse de la ville : la place accueillait, au centre, le chantier de la station Duomo, qui a pris la place du parterre de fleurs. La station a été inaugurée le 6 août 2021.
La place a un plan circulaire, avec les façades des quatre bâtiments construits dans le style néo-Renaissance, typiques des nouveaux bâtiments de la zone et que l'on peut trouver depuis la via Depretis, puis pour l'ensemble du Corso Umberto I jusqu'à la Piazza Garibaldi.

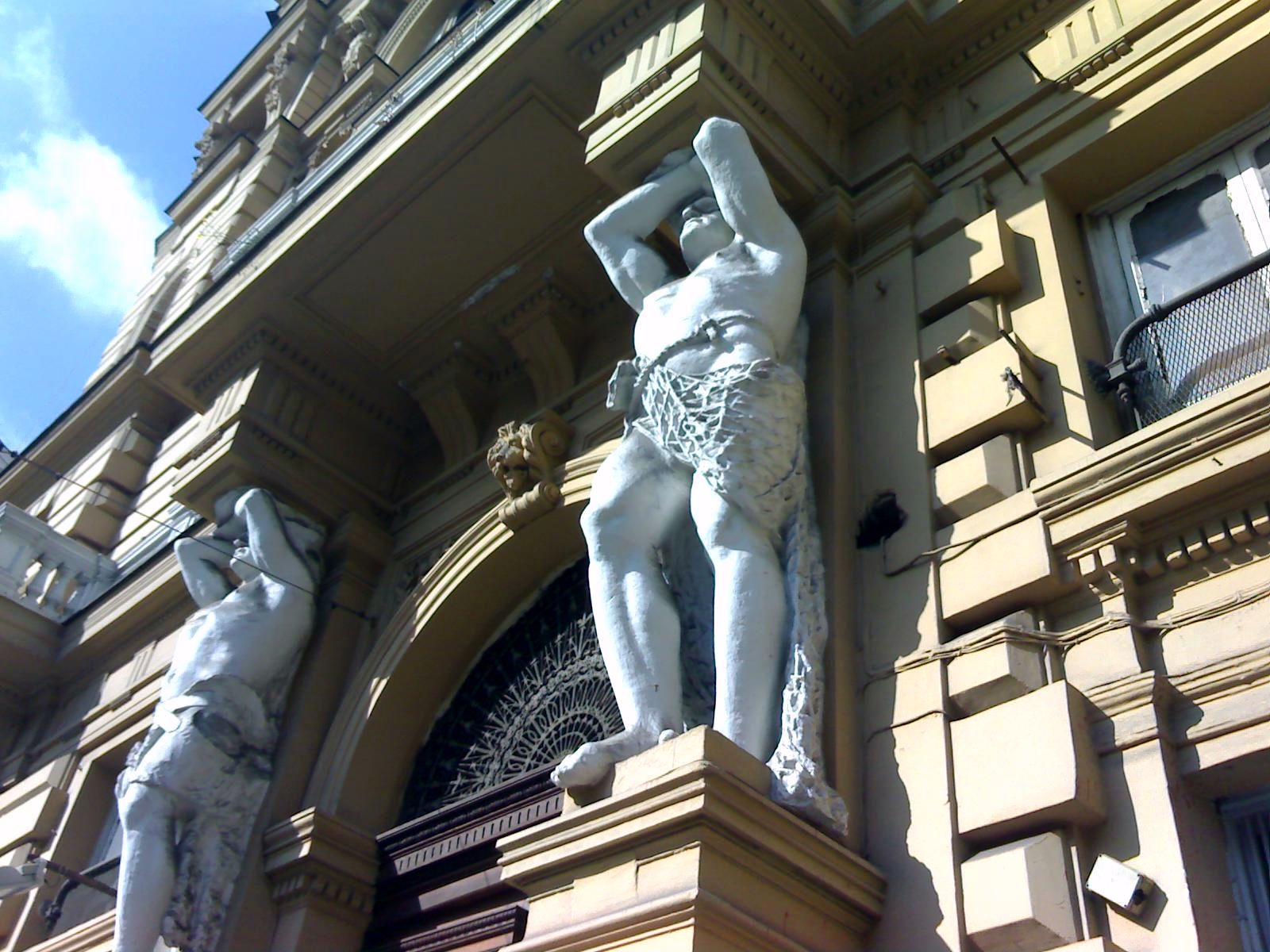
Deux des quatre atlantes présents sur chaque façade.
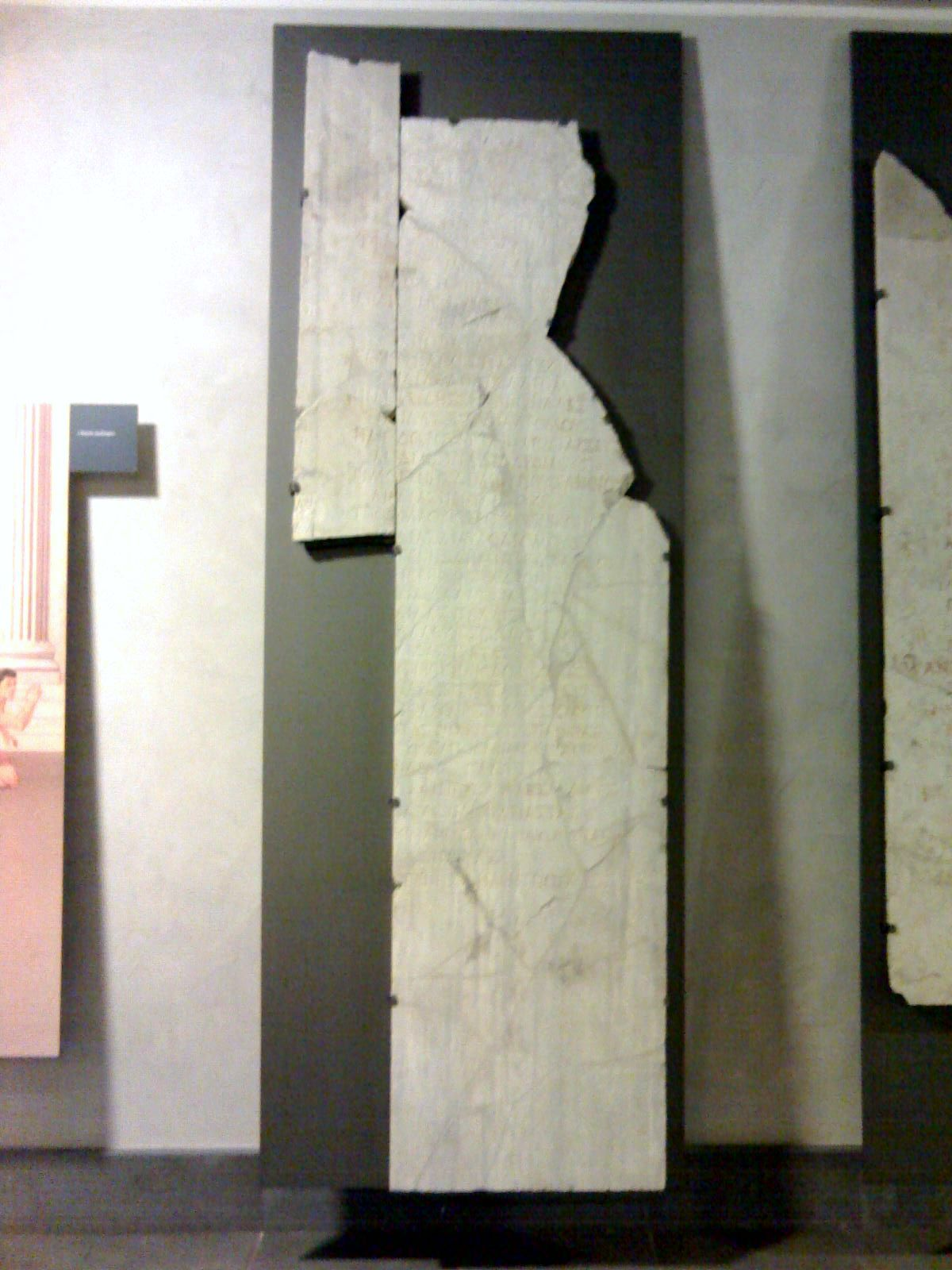
L'épigraphe avec les noms des vainqueurs des jeux isolympiques gravés dessus (maintenant au musée de la gare de Neapolis).
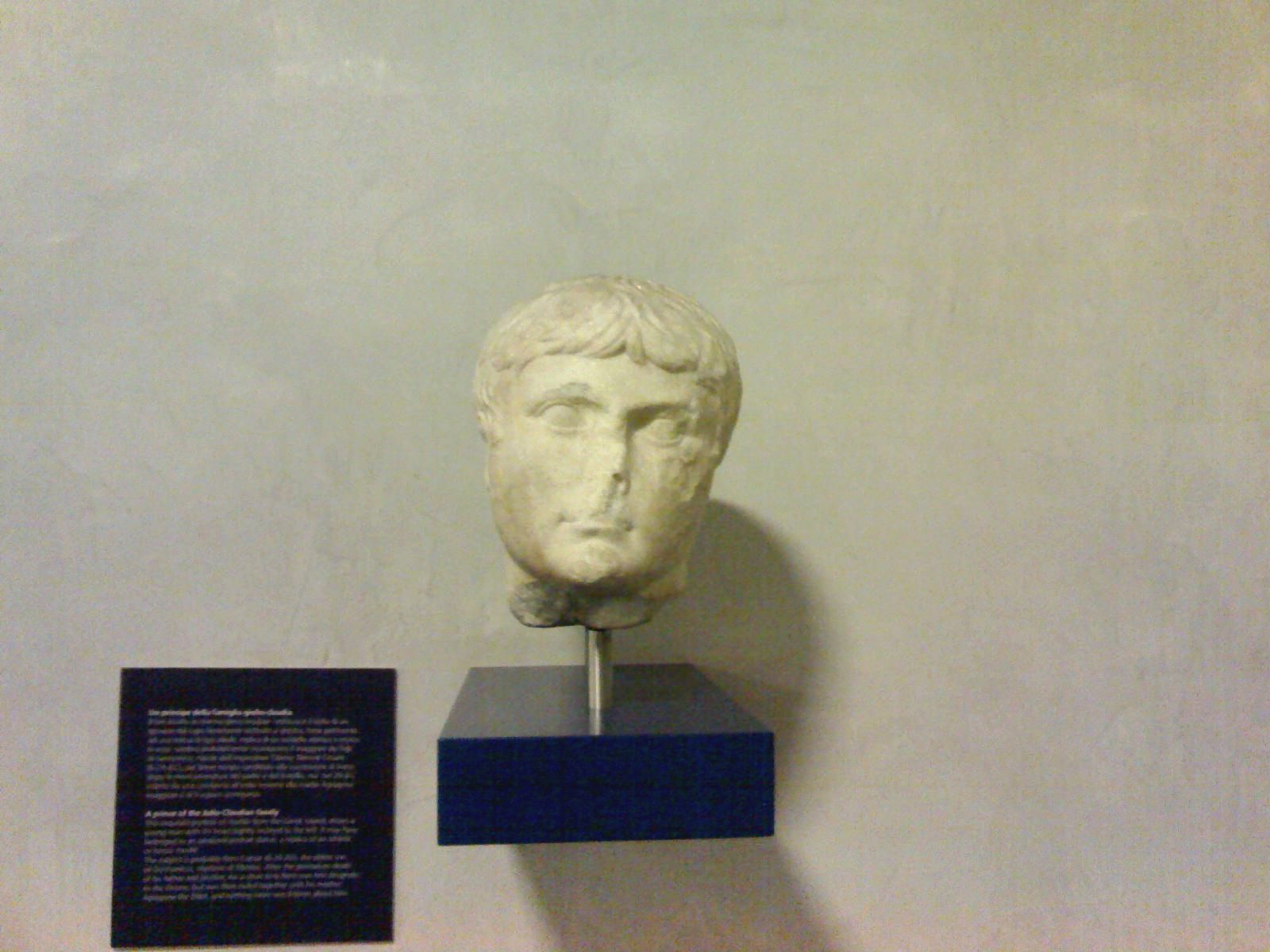
Tête en marbre retrouvée sur le chantier, très probablement de Néron (maintenant au musée de la gare de Neapolis)